# Двойка (телесериал)
«Дво́йка» (англ. The Deuce) — американский драматический телесериал, созданный Джорджем Пелеканосом и Дэвидом Саймоном, и транслировавшийся на телеканале HBO с 10 сентября 2017 по 28 октября 2019 года.

## Сюжет
Сериал рассказывает о проституции и развитии порно-индустрии в Нью-Йорке. Братья Винсент и Фрэнки Мартино содержат бар в районе Таймс-сквер, одновременно оказываясь связанными с местной мафией и криминальными схемами. Кэнди — уличная проститутка. Ей удаётся уйти с панели, сначала на съёмки низкобюджетных фильмов для взрослых, а вскоре становясь режиссёром. Действие первого сезона происходит в 1971—1972 годах, второго в 1977—1978 годах, а третьего в 1984—1985 годах.

## Актёрский состав

### Основной состав
- Джеймс Франко — Винсент и Фрэнки Мартино, братья-близнецы
- Мэгги Джилленхол — Эйлин «Кэнди» Меррелл
- Гбенга Акиннагбе — Ларри Браун (1–2 сезон)
- Крис Бауэр — Бобби Дуайер
- Гари Карр — К. К. (1–2 сезон; гостевая роль — 3 сезон)
- Крис Кой — Пол Хендриксон
- Доминик Фишбэк — Дарлин (1–2 сезон; гостевая роль — 3 сезон)
- Лоренс Гиллиард-младший — Крис Олстон
- Маргарита Левиева — Эбигейл «Эбби» Паркер
- Эмили Мид — Лори Мэдисон
- Натали Пол — Сандра Вашингтон (1 сезон)
- Майкл Рисполи — Руди Пипило
- Люк Керби — Джин Голдман (2–3 сезон)
- Джейми Ньюманн — Дороти «Эшли» Спина (2 сезон; повторяющаяся роль — 1 сезон; гостевая роль — 3 сезон)
- Дэвид Крамхолц — Харви Вассерман (3 сезон; повторяющаяся роль — 1–2 сезон)
- Оливия Луккарди — Маргарет «Мелисса» Рауз (3 сезон; повторяющаяся роль — 1–2 сезон)
- Сепиде Моафи — Лоретта (3 сезон; повторяющаяся роль — 1–2 сезон)
- Дэниел Саули — Томми Лонго (3 сезон; повторяющаяся роль — 1–2 сезон)

### Второстепенный состав
- Method Man — Родни
- Дон Харви — Дэнни Флэнаган
- Майкл Кострофф — Рицци
- Мустафа Шакир — Большой Майк
- Таддеус Стрит — Чёрный Фрэнки
- Женевьев Хадсон-Прайс — Джоселин
- Анван Гловер — Леон
- Ральф Мачио — офицер Хэддикс
- Зои Казан — Андреа
- Джеймс Чикконе — Кармайн
- Уилл Чейз — Джек
- Джеймс Чикконе — Кармайн Патриччиа
- Гарри Пасторе — Мэттью Янньелло
- Кэролин Миньини — Джоан Меррелл
- Финн Роббинс (1 сезон), Майки Мон (2 сезон), Дион Костелло (3 сезон) — Адам Меррелл
- Джино Венто — Карлос
- Аарон Дин Айзенберг — Тодд Лэнг
- Ким Дайректор — Лайла «Шей» Броди
- Андреа-Рэйчел Паркер — Бернис
- Пернелл Уокер — Руби
- Тарик Троттер — Реджи Лав
- Мэттью Джеймс Бэллинджер — Ричи
- Алисия Рейнер — Кики Рейнс
- Роберта Колиндрес — Айлин
- Арманд Ассанте — мистер Мартино
- Майкл Шталь-Дэвид — Кеннет
- Себастьян Арселус — Дейв
- Эстебан Кармона — Хулито
- Джим Пэррак — Расселл
- Тейлор Селе — Рентон Лоури
- Райан Фарелл — Грег Тейлор
- Майкл Гандольфини — Джоуи Дуайер
- Доменик Ломбардоцци — Джек Мейпл
- Келси Гриффин — Дженнифер Престон
- Кори Столл — Хэнк Джаффе
- Кэлвин Леон Смит — Редж
- Соня Мена — Сиомара
- Дэвид Морс — Мэттью Рауз
- Палома Гусман — Пилар
- Бен Ливингстон — доктор Стайнер

## Эпизоды

### Сезон 1 (2017)
| № общий | № в сезоне | Название                                   | Режиссёр        | Автор сценария                                                              | Дата премьеры                                   | Зрители в США (млн) |
| ------- | ---------- | ------------------------------------------ | --------------- | --------------------------------------------------------------------------- | ----------------------------------------------- | ------------------- |
| 1       | 1          | «Пилот» «Pilot»                            | Мишель Макларен | Джордж Пелеканос и Дэвид Саймон                                             | 25 августа 2017 (онлайн) 10 сентября 2017 (HBO) | 0,830               |
| 2       | 2          | «Покажи и докажи» «Show and Prove»         | Эрнест Дикерсон | Ричард Прайс и Джордж Пелеканос                                             | 17 сентября 2017                                | 0,839               |
| 3       | 3          | «Принцип — это всё» «The Principle Is All» | Джеймс Франко   | Дэвид Саймон и Ричард Прайс                                                 | 24 сентября 2017                                | 0,992               |
| 4       | 4          | «Я понимаю деньги» «I See Money»           | Алекс Холл      | Сюжет : Джордж Пелеканос и Лиза Лутц Телесценарий : Лиза Лутц               | 1 октября 2017                                  | 0,941               |
| 5       | 5          | «Что плохого?» «What Kind of Bad?»         | Ута Бризевиц    | Сюжет : Ричард Прайс Телесценарий : Уилл Ралстон и Крис Якайтис             | 8 октября 2017                                  | 0,888               |
| 6       | 6          | «Почему я?» «Why Me?»                      | Роксанн Доусон  | Сюжет : Ричард Прайс и Марк Генри Джонсон Телесценарий : Марк Генри Джонсон | 15 октября 2017                                 | 0,812               |
| 7       | 7          | «О резервуар» «Au Reservoir»               | Джеймс Франко   | Сюжет : Дэвид Саймон и Меган Эбботт Телесценарий : Меган Эбботт             | 22 октября 2017                                 | 0,953               |
| 8       | 8          | «Меня зовут Руби» «My Name Is Ruby»        | Мишель Макларен | Дэвид Саймон и Джордж Пелеканос                                             | 29 октября 2017                                 | 0,771               |

### Сезон 2 (2018)
| № общий | № в сезоне | Название                                                         | Режиссёр      | Автор сценария                  | Дата премьеры    | Зрители в США (млн) |
| ------- | ---------- | ---------------------------------------------------------------- | ------------- | ------------------------------- | ---------------- | ------------------- |
| 9       | 1          | «Наш смысл жизни» «Our Raison d'Etre»                            | Алекс Холл    | Дэвид Саймон и Джордж Пелеканос | 9 сентября 2018  | 0,636               |
| 10      | 2          | «Это целое искусство» «There's an Art to This»                   | Алекс Холл    | Ричард Прайс                    | 16 сентября 2018 | 0,605               |
| 11      | 3          | «Семь пятьдесят» «Seven-Fifty»                                   | Стеф Грин     | Крис Якайтис                    | 23 сентября 2018 | 0,585               |
| 12      | 4          | «Какие глубокие мысли» «What Big Ideas»                          | Ута Бризевиц  | Аня Эпштейн                     | 30 сентября 2018 | 0,562               |
| 13      | 5          | «Ты съешь только каннибалов» «All You'll Be Eating is Cannibals» | Зента Фуэнтес | Ричард Прайс и Карл Капоторто   | 7 октября 2018   | 0,494               |
| 14      | 6          | «Все мы звери» «We're All Beasts»                                | Сюзанна Уайт  | Меган Эбботт и Стефани ДеЛюка   | 14 октября 2018  | 0,554               |
| 15      | 7          | «Феминистки будут в восторге» «The Feminism Part»                | Триша Брок    | Уилл Ралстон                    | 21 октября 2018  | 0,446               |
| 16      | 8          | «И никто не пострадает» «Nobody Has to Get Hurt»                 | Таня Хэмилтон | Джордж Пелеканос                | 28 октября 2018  | 0,480               |
| 17      | 9          | «Маски сорваны» «Inside the Pretend»                             | Минки Спиро   | Дэвид Саймон                    | 4 ноября 2018    | 0,387               |

### Сезон 3 (2019)
| № общий | № в сезоне | Название                                       | Режиссёр       | Автор сценария                  | Дата премьеры    | Зрители в США (млн) |
| ------- | ---------- | ---------------------------------------------- | -------------- | ------------------------------- | ---------------- | ------------------- |
| 18      | 1          | «Камера вас любит» «The Camera Loves You»      | Алекс Холл     | Дэвид Саймон и Джордж Пелеканос | 9 сентября 2019  | 0,339               |
| 19      | 2          | «Умирающие от голода» «Morta di Fame»          | Сюзанна Уайт   | Карл Капоторто                  | 16 сентября 2019 | 0,282               |
| 20      | 3          | «Нормальность — миф» «Normal Is a Lie»         | Таня Хэмилтон  | Итурри Соса                     | 23 сентября 2019 | 0,299               |
| 21      | 4          | «Им не попасть домой» «They Can Never Go Home» | Джеймс Франко  | Уилл Ралстон                    | 30 сентября 2019 | 0,300               |
| 22      | 5          | «Только одну» «You Only Get One»               | Роксанн Доусон | Крис Якайтис                    | 7 октября 2019   | 0,237               |
| 23      | 6          | «Проблемы с доверием» «This Trust Thing»       | Джеймс Франко  | Стефани ДеЛюка                  | 14 октября 2019  | 0,260               |
| 24      | 7          | «По домам» «That's a Wrap»                     | Алекс Холл     | Джордж Пелеканос и Дэвид Саймон | 21 октября 2019  | 0,280               |
| 25      | 8          | «Закончи» «Finish It»                          | Роксанн Доусон | Джордж Пелеканос и Дэвид Саймон | 28 октября 2019  | 0,294               |

## Производство
Съёмки пилотного эпизода стартовали в октябре 2015 года; сериал был заказан в январе 2016 года. 25 августа 2017 года HBO выпустил первый эпизод онлайн на собственном сайте, а также на сайтах партнёров.
Название шоу происходит от разговорного названия 42-й улицы на Манхэттене, которая находится между 7-й и 8-й авеню.
19 сентября 2017 года сериал был продлён на второй сезон. В сентябре 2018 года сериал был продлён на третий и заключительный сезон.

## Реакция

### Отзывы критиков
Сериал «Двойка» получил признание критиков. На Rotten Tomatoes сериал держит 91% «свежести» со средним рейтингом 8,5/10 на основе 65-ти отзывов. Критический консенсус сайта гласит: «Сериал „Двойка“ вновь показывает мастерство Дэвида Саймона к изображению города, при этом не смещая акцента с ярких и продуманных персонажей». На Metacritic сериал набрал 86 баллов из ста на основе 34-х отзывов критиков.

### Рейтинги
Пилотный эпизод посмотрело 830,000 зрителей на HBO во время оригинального показа, а затем прибавил 342,000 зрителей при повторном показе тем же вечером, 10 сентября 2017 года. На платформе HBO Go и других сервисах, сериал посмотрели ещё 1,1 млн зрителей. Таким образом пилот в сумме посмотрели 2,2 млн зрителей.